# Gmina Forshaga
Gmina Forshaga (szw. Forshaga kommun) – gmina w Szwecji, w regionie Värmland, z siedzibą w Forshaga.
Pod względem zaludnienia Forshaga jest 191. gminą w Szwecji. Zamieszkuje ją 11 460 osób, z czego 50,04% to kobiety (5735) i 49,96% to mężczyźni (5725). W gminie zameldowanych jest 348 cudzoziemców. Na każdy kilometr kwadratowy przypada 32,74 mieszkańca. Pod względem wielkości gmina zajmuje 217. miejsce.